# Disphragis plebeia
Disphragis plebeia är en fjärilsart som beskrevs av William Schaus 1911. Disphragis plebeia ingår i släktet Disphragis och familjen tandspinnare. Inga underarter finns listade i Catalogue of Life.